# Conestoga-vogn
En Conestoga-vogn er en tung, bred-hjulet overdækket fragtbærer anvendt meget under de sene 1700'erne og 1800'erne USA. Den var stor nok til at transportere gods op til syv ton (8 short-tons), og blev trukket af fire til seks Conestoga heste. Det var en slags overdækket båd på hjul.

## Historie
Den første Conestoga-vogn kom fra Pennsylvania omkring 1750 og menes lavet af Mennonitter. Navnet Conestoga kom fra Conestoga Valley ved Lancaster, Pennsylvania.
 
I kolonitiden var Conestoga-vognen populær til at migrere sydover gennem Great Appalachian Valley langs Great Wagon Road. Efter den amerikanske uafhængighedskrig blev der åbnet for handel til Pittsburgh og Ohio. I 1820 var fragtprisen ca. én US dollar per 100 pund per 100 amerikansk mil med hastigheder på omkring 25 km (15 amerikanske mil) per dag. Conestoga-vognen kørte ofte i lange vogntog, og den var det primære fragtfartøj over land gennem Appalacherne indtil jernbanen. 

### Brug
Vognene blev trukket af 6-8 heste eller et dusin okser. Vognene var formet som en båd, da det hindrede godset i at falde ud. En værktøjskasse hang parat på siden. Vognens buer var overtrukket med tekstil som beskyttelse mod regn, varme og sne. Hjulene var formet, så de hjalp vognen mod at sidde fast i mudder. Middel Conestoga-vognen var 24 fod lang, 11 fod høj – og 4 fod i bredden og dybden. Den kunne bære op til 12.000 pund fragt.

### Opbygning
Conestoga-vognen var klogt bygget. Dens gulv buede opad for at hindre indholdet i at vippe eller skride. Revnerne i bunden af vognen blev stoppet med tjære for at hindre dem i at tage vand ind, når de krydsede floder. Vognen blev dækket af stærk hvid kanvaspresenning, som blev strakt over buerne. Rammen og affjedringen var lavet af træ, mens hjulene ofte var jernbeslåede, så de var mere holdbare. Tønder på siden af vognen var vandbeholdere. Værktøjskasser indeholdt værktøj som var nødvendigt til at reparere vognen. Conestoga-vognen blev anvendt til mange typer rejser. Fx passagen til Californien under Guldfeberen.
Termen "Conestoga-vogn" refererer specifikt til denne type fartøjer; "Conestoga-vogn" er ikke et generisk udtryk for "prærievogn." Vognene, som blev anvendt under den vestlige udvidelse af USA, var for det meste almindelige landbrugsvogne udstyret med kanvas overdækning.